# Lista odcinków serialu Jess i chłopaki
Poniżej znajduje się lista odcinków serialu telewizyjnego Jess i chłopaki ("New Girl") – emitowanego przez amerykańską stację telewizyjną FOX od 20 września 2011 roku do 15 maja 2018 roku. Łącznie powstało siedem sezonów, które składają się z 146 odcinków. W Polsce emitowany od 13 sierpnia 2012.
| Sezon | Sezon | Odcinki | Oryginalna emisja | Oryginalna emisja | Oryginalna emisja | Oryginalna emisja    | Oryginalna emisja |
| Sezon | Sezon | Odcinki | Premiera sezonu   | Finał sezonu      | Premiera sezonu   | Finał sezonu         |                   |
| ----- | ----- | ------- | ----------------- | ----------------- | ----------------- | -------------------- | ----------------- |
|       | 1     | 24      | 20 września 2011  | 8 maja 2012       | 13 sierpnia 2012  | 29 października 2012 |                   |
|       | 2     | 25      | 25 września 2012  | 14 maja 2013      | 20 sierpnia 2013  | 24 września 2013     |                   |
|       | 3     | 23      | 17 września 2013  | 6 maja 2014       | 3 lipca 2014      | 11 września 2014     |                   |
|       | 4     | 22      | 16 września 2014  | 5 maja 2015       | 2 marca 2015      | 14 maja 2015         |                   |
|       | 5     | 22      | 5 stycznia 2016   | 10 maja 2016      | 28 marca 2016.    | 6 czerwca 2016       |                   |
|       | 6     | 22      | 20 września 2016  | 4 kwietnia 2017   | 4 marca 2017      | 27 maja 2017         |                   |
|       | 7     | 8       | 10 kwietnia 2018  | 15 maja 2018      | —                 | —                    |                   |

## Sezon 1 (2011-2012)
| Nr | #  | Tytuł                                   | Reżyseria         | Scenariusz                                           | Premiera            | Premiera w Polsce    |
| -- | -- | --------------------------------------- | ----------------- | ---------------------------------------------------- | ------------------- | -------------------- |
| 1  | 1  | Ona jedna, ich trzech Pilot             | Jake Kasdan       | Elizabeth Meriwether                                 | 20 września 2011    | 13 sierpnia 2012     |
| 2  | 2  | Przeprowadzka Kryptonite                | Jake Kasdan       | Elizabeth Meriwether                                 | 27 września 2011    | 13 sierpnia 2012     |
| 3  | 3  | Ślub Wedding                            | Jason Winer       | Donick Cary                                          | 4 października 2011 | 20 sierpnia 2012     |
| 4  | 4  | Naga prawda Naked                       | Jake Kasdan       | J. J. Philbin                                        | 1 listopada 2011    | 20 sierpnia 2012     |
| 5  | 5  | Cece zostaje na noc Cece Crashes        | John Hamburg      | Rachel Axler                                         | 8 listopada 2011    | 27 sierpnia 2012     |
| 6  | 6  | Święto Dziękczynienia Thanksgiving      | Miguel Arteta     | Berkley Johnson                                      | 15 listopada 2011   | 27 sierpnia 2012     |
| 7  | 7  | Dzwonki Bells                           | Peyton Reed       | Luvh Rakhe                                           | 29 listopada 2011   | 3 września 2012      |
| 8  | 8  | Nieudany seks Bad in Bed                | Jesse Peretz      | Josh Malmuth                                         | 6 grudnia 2011      | 3 września 2012      |
| 9  | 9  | Boże Narodzenie już za dwa dni The 23rd | Jason Winer       | Donick Cary                                          | 13 grudnia 2011     | 10 września 2012     |
| 10 | 10 | Urodziny Schmidta The Story of the 50   | Troy Miller       | Luvh Rakhe                                           | 17 stycznia 2012    | 10 września 2012     |
| 11 | 11 | Jess i Julia Jess and Julia             | Jake Kasdan       | Elizabeth Meriwether, Luvh Rakhe                     | 31 stycznia 2012    | 17 września 2012     |
| 12 | 12 | Właściciel mieszkania The Landlord      | Peyton Reed       | Joe Port, Joe Wiseman, Berkley Johnson, Josh Malmuth | 7 lutego 2012       | 17 września 2012     |
| 13 | 13 | Walentynki Valentine's Day              | Tucker Gates      | Lesley Wake Webster                                  | 14 lutego 2012      | 24 września 2012     |
| 14 | 14 | Szkolny łobuz Bully                     | Dan Attias        | David Walpert                                        | 21 lutego 2012      | 24 września 2012     |
| 15 | 15 | Ranny Nick Injured                      | Lynn Shelton      | Joe Port, Joe Wiseman, J. J. Philbin                 | 6 marca 2012        | 1 października 2012  |
| 16 | 16 | Kontrola Control                        | Jesse Peretz      | Brett Baer, Dave Finkel                              | 13 marca 2012       | 1 października 2012  |
| 17 | 17 | Elegant cz. 1 Fancyman Part 1           | Peyton Reed       | J. J. Philbin, Nick Adams                            | 20 marca 2012       | 8 października 2012  |
| 18 | 18 | Elegant cz. 2 Fancyman Part 2           | Matt Shakman      | Berkley Johnson, Kim Rosenstock                      | 27 marca 2012       | 8 października 2012  |
| 19 | 19 | Tajemnice Secrets                       | David Wain        | Josh Malmuth                                         | 3 kwietnia 2012     | 15 października 2012 |
| 20 | 20 | Wszystko po staremu Normal              | Jesse Peretz      | Luvh Rakhe                                           | 10 kwietnia 2012    | 15 października 2012 |
| 21 | 21 | Dzieciaki Kids                          | Tristram Shapeero | Donick Cary, Lesley Wake Webster                     | 17 kwietnia 2012    | 22 października 2012 |
| 22 | 22 | Pomidory Tomatoes                       | Michael Spiller   | David Walpert, Kim Rosenstock                        | 24 kwietnia 2012    | 22 października 2012 |
| 23 | 23 | Powrót byłych Backslide                 | Nanette Burstein  | David Quandt                                         | 1 maja 2012         | 29 października 2012 |
| 24 | 24 | Pa, pa See Ya                           | Michael Spiller   | Elizabeth Meriwether, Brett Baer, Dave Finkel        | 8 maja 2012         | 29 października 2012 |

## Sezon 2 (2012-2013)
W Polsce premierowe odcinki drugiego sezonu będą emitowane od 20 sierpnia 2013 roku na kanale Fox Life.
| Nr | #  | Tytuł                                      | Reżyseria         | Scenariusz                        | Premiera             | Premiera w Polsce |
| -- | -- | ------------------------------------------ | ----------------- | --------------------------------- | -------------------- | ----------------- |
| 25 | 1  | Zacznijmy wszystko od nowa Re-Launch       | Steve Pink        | Kay Cannon                        | 25 września 2012     | 20 sierpnia 2013  |
| 26 | 2  | Katie                                      | Larry Charles     | Elizabeth Meriwether              | 25 września 2012     | 20 sierpnia 2013  |
| 27 | 3  | Puszek Fluffer                             | Fred Goss         | J. J. Philbin                     | 2 października 2012  | 20 sierpnia 2013  |
| 28 | 4  | Nowi sąsiedzi Neighbors                    | Steve Pink        | Berkley Johnson                   | 6 października 2012  | 20 sierpnia 2013  |
| 29 | 5  | Modelki Models                             | Eric Appel        | Josh Malmuth                      | 23 października 2012 | 27 sierpnia 2013  |
| 30 | 6  | Halloween                                  | Jesse Peretz      | David Iserson                     | 30 października 2012 | 27 sierpnia 2013  |
| 31 | 7  | Kobiece nastroje Menzies                   | Jason Woliner     | Kim Rosenstock                    | 13 listopada 2012    | 27 sierpnia 2013  |
| 32 | 8  | Rodzice Parents                            | Kim Rosenstock    | Ryan Koh                          | 20 listopada 2012    | 27 sierpnia 2013  |
| 33 | 9  | Jajka Eggs                                 | Neal Brennan      | Kay Cannon                        | 27 listopada 2012    | 3 września 2013   |
| 34 | 10 | Wanna Bathtub                              | Tristram Shapeero | Donick Cary                       | 4 grudnia 2012       | 3 września 2013   |
| 35 | 11 | Święty Mikołaj Santa                       | Craig Zisk        | Luvh Rakhe                        | 11 grudnia 2012      | 3 września 2013   |
| 36 | 12 | Wiejska chata Cabin                        | Alec Berg         | J. J. Philbin                     | 8 stycznia 2013      | 3 września 2013   |
| 37 | 13 | Miłość ojca A Father's Love                | Jake Kasdan       | Berkley Johnson, Josh Malmuth     | 15 stycznia 2013     | 10 września 2013  |
| 38 | 14 | Detektyw Pepperwood Pepperwood             | Lynn Shelton      | Nick Adams                        | 22 stycznia 2013     | 10 września 2013  |
| 39 | 15 | Chłodziarka Cooler                         | Max Winkler       | Rebecca Addelman                  | 29 stycznia 2013     | 10 września 2013  |
| 40 | 16 | Stolik nr 34 Table 34                      | Tristram Shapeero | David Iserson                     | 5 lutego 2013        | 10 września 2013  |
| 41 | 17 | Miejsce parkingowe Parking Spot            | Fred Goss         | Rebecca Addelman                  | 19 lutego 2013       | 17 września 2013  |
| 42 | 18 | Impreza TinFinity                          | Max Winkler       | Kim Rosenstock, Josh Malmuth      | 26 lutego 2013       | 17 września 2013  |
| 43 | 19 | Ta rybka będzie moja Quick Hardening Caulk | Lorene Scafaria   | Brett Baer, Dave Finkel, Ryan Koh | 19 marca 2013        | 17 września 2013  |
| 44 | 20 | Chicago                                    | Jake Kasdan       | Luvh Rakhe                        | 26 marca 2013        | 17 września 2013  |
| 45 | 21 | Pierwsza randka First Date                 | Lynn Shelton      | J. J. Philbin, Berkley Johnson    | 4 kwietnia 2013      | 24 września 2013  |
| 46 | 22 | Wieczór panieński Bachelorette Party       | Matt Sohn         | Kay Cannon, Sophia Lear           | 9 kwietnia 2013      | 24 września 2013  |
| 47 | 23 | Mój pierwszy raz Virgins                   | Alec Berg         | Elizabeth Meriwether              | 30 kwietnia 2013     | 24 września 2013  |
| 48 | 24 | Urodziny Winstona Winston's Birthday       | Max Winkler       | Brett Baer, Dave Finkel           | 7 maja 2013          | 24 września 2013  |
| 49 | 25 | Wielki dzień Elaine Elaine's Big Day       | Jake Kasdan       | Christian Magalhães, Bob Snow     | 14 maja 2013         | 24 września 2013  |

## Sezon 3 (2013-2014)
Premierowy odcinek 3 sezonu był wyemitowany 17 września 2013 roku.
| Nr | #  | Tytuł                                                | Reżyseria            | Scenariusz                      | Premiera Fox         | Premiera Fox Polska |
| -- | -- | ---------------------------------------------------- | -------------------- | ------------------------------- | -------------------- | ------------------- |
| 50 | 1  | Na całość All In                                     | Max Winkler          | Elizabeth Meriwether            | 17 września 2013     | 3 lipca 2014        |
| 51 | 2  | Kujonka Jacooz                                       | Fred Goss            | Kay Cannon                      | 24 września 2013     | 3 lipca 2014        |
| 52 | 3  | Podwójna randka Double Date                          | Max Winkler          | Luvh Rakhe                      | 1 października 2013  | 10 lipca 2014       |
| 53 | 4  | Kapitan The Captain                                  | Fred Goss            | J. J. Philbin                   | 8 października 2013  | 10 lipca 2014       |
| 54 | 5  | Pudło The Box                                        | Andy Fleming         | Rob Rosell                      | 15 października 2013 | 17 lipca 2014       |
| 55 | 6  | Być jak Michael Keaton Keaton                        | David Katzenberg     | Dave Finkel, Brett Baer         | 22 października 2013 | 17 lipca 2014       |
| 56 | 7  | Trener Coach                                         | Russ Alsobrook       | David Feeney                    | 5 listopada 2013     | 24 lipca 2014       |
| 57 | 8  | Jadłospisy Menus                                     | Trent O'Donnell      | Matt Fusfeld, Alex Cuthbertson  | 12 listopada 2013    | 24 lipca 2014       |
| 58 | 9  | Najdłuższa noc w życiu Longest Night Ever            | Nicholas Jasenovec   | Ryan Koh                        | 19 listopada 2013    | 31 lipca 2014       |
| 59 | 10 | Święto Dziękczynienia po raz trzeci Thanksgiving III | Max Winkler          | Josh Malmuth                    | 26 listopada 2013    | 31 lipca 2014       |
| 60 | 11 | Utknęliśmy w barze Clavado En Un Bar                 | Eric Appel           | Berkley Johnson                 | 7 stycznia 2014      | 7 sierpnia 2014     |
| 61 | 12 | Koszykówka Basketsball                               | Lorene Scafaria      | Rebecca Addelman                | 14 stycznia 2014     | 7 sierpnia 2014     |
| 62 | 13 | Urodziny Jess Birthday                               | Richie Keen          | Kim Rosenstock                  | 21 stycznia 2014     | 14 sierpnia 2014    |
| 63 | 14 | Impreza u Prince'a Prince                            | Fred Goss            | David Feeney, Rob Rosell        | 2 lutego 2014        | 14 sierpnia 2014    |
| 64 | 15 | Powrót byłych Exes                                   | Alex Hardcastle      | Nina Pedrad                     | 4 lutego 2014        | 21 sierpnia 2014    |
| 65 | 16 | Siostra Sister                                       | Max Winkler          | Matt Fusfeld, Alex Cuthbertson  | 11 lutego 2014       | 21 sierpnia 2014    |
| 66 | 17 | Siostra, cz. 2 Sister II                             | Bill Purple          | Ryan Koh, Luvh Rakhe            | 25 lutego 2014       | 28 sierpnia 2014    |
| 67 | 18 | Siostra, cz. 3 Sister III                            | Jay Chandrasekhar    | Camilla Blackett                | 4 marca 2014         | 28 sierpnia 2014    |
| 68 | 19 | Zwolniony Fired Up                                   | Steve Welch          | Sophia Lear                     | 11 marca 2014        | 4 września 2014     |
| 69 | 20 | Lądowanie na Marsie Mars Landing                     | Lynn Shelton         | Josh Malmuth, Nina Pedrad       | 25 marca 2014        | 4 września 2014     |
| 70 | 21 | Ważne wieści Big News                                | Steven Tsuchida      | Berkley Johnson, Kim Rosenstock | 15 kwietnia 2014     | 11 września 2014    |
| 71 | 22 | Wieczorek taneczny Dance                             | Trent O'Donnell      | Rebecca Addelman, Ryan Koh      | 29 kwietnia 2014     | 11 września 2014    |
| 72 | 23 | Rejs Cruise                                          | Elizabeth Meriwether | Luvh Rakhe, Rob Rosell          | 6 maja 2014          | 11 września 2014    |

## Sezon 4 (2014-2015)
7 marca 2014 roku, Fox oficjalnie zamówił czwartą serię serialu.
| Nr | #  | Tytuł                                                      | Reżyseria         | Scenariusz                       | Premiera             | Premiera w Polsce |
| -- | -- | ---------------------------------------------------------- | ----------------- | -------------------------------- | -------------------- | ----------------- |
| 73 | 1  | Ostatnie wesele The Last Wedding                           | Trent O'Donnell   | J. J. Philbin                    | 16 września 2014     | 5 marca 2015      |
| 74 | 2  | Kości Dice                                                 | Lynn Shelton      | Matt Fusfeld, Alex Cuthbertson   | 23 września 2014     | 5 marca 2015      |
| 75 | 3  | Starsza siostra Julie Berkman Julie Berkman's Older Sister | Fred Goss         | Nina Pedrad                      | 30 września 2014     | 12 marca 2015     |
| 76 | 4  | Mikroskala Micro                                           | Jay Chandrasekhar | Josh Malmuth                     | 7 października 2014  | 12 marca 2015     |
| 77 | 5  | Telefon stacjonarny Landline                               | Trent O'Donnell   | Rob Rosell                       | 14 października 2014 | 19 marca 2015     |
| 78 | 6  | Przegląd Background Check                                  | Lorene Scafaria   | Rebecca Addelman                 | 4 listopada 2014     | 19 marca 2015     |
| 79 | 7  | Złota żyła Goldmine                                        | Russ Alsobrook    | Berkley Johnson                  | 11 listopada 2014    | 26 marca 2015     |
| 80 | 8  | Nauczyciel Teachers                                        | Trent O'Donnell   | Kim Rosenstock                   | 18 listopada 2014    | 26 marca 2015     |
| 81 | 9  | Święto Dziękczynienia po raz czwarty Thanksgiving IV       | Fred Goss         | David Feeney                     | 25 listopada 2014    | 2 kwietnia 2015   |
| 82 | 10 | Babska kłótnia Girl-Fight                                  | Bill Purple       | Danielle Sanchez-Witzel          | 2 grudnia 2014       | 2 kwietnia 2015   |
| 83 | 11 | Boże Narodzenie w Los Angeles LAXmas                       | Trent O'Donnell   | Matt Fusfeld, Alex Cuthbertson   | 9 grudnia 2014       | 9 kwietnia 2015   |
| 84 | 12 | Rekin Shark                                                | Alex Hardcastle   | Jacob Brown & Rob Rosell         | 6 stycznia 2015      | 9 kwietnia 2015   |
| 85 | 13 | Ujawnienie Coming Out                                      | Bill Purple       | Sophia Lear                      | 13 stycznia 2015     | 16 kwietnia 2015  |
| 86 | 14 | Garnidres Swuit                                            | Trent O'Donnell   | Noah Garfinkel                   | 3 lutego 2015        | 16 kwietnia 2015  |
| 87 | 15 | Włóczenie się po barach The Crawl                          | Jay Chandrasekhar | Kim Rosenstock                   | 10 lutego 2015       | 23 kwietnia 2015  |
| 88 | 16 | Oregon                                                     | Russ Alsobrook    | Nina Pedrad                      | 17 lutego 2015       | 23 kwietnia 2015  |
| 89 | 17 | Polowanie na pająka Spiderhunt                             | Steve Welch       | Berkley Johnson                  | 24 lutego 2015       | 30 kwietnia 2015  |
| 90 | 18 | Pochód wstydu Walk of Shame                                | Christine Gernon  | Danielle Sanchez-Witzel          | 3 marca 2015         | 30 kwietnia 2015  |
| 91 | 19 | Właściwa rzecz The Right Thing                             | Erin O'Malley     | Matt Fusfeld, Alex Cuthbertson   | 31 marca 2015        | 7 maja 2015       |
| 92 | 20 | Sześć uderzeń Par 5                                        | Trent O'Donnell   | Lamorne Morris, Rob Rosell       | 7 kwietnia 2015      | 7 maja 2015       |
| 93 | 21 | Imprezowa bramka Panty Gate                                | Reginald Hudlin   | David Feeney, Veronica McCarthy  | 28 kwietnia 2015     | 14 maja 2015      |
| 94 | 22 | Całkowite zerwanie Clean Break                             | Trent O'Donnell   | Rebecca Addelman, Kim Rosenstock | 5 maja 2015          | 14 maja 2015      |

## Sezon 5 (2016)
31 marca 2015 roku, Fox zamówiła 5 serię.
| Nr  | #  | Tytuł                                                         | Reżyseria            | Scenariusz                     | Premiera         | Premiera w Polsce |
| --- | -- | ------------------------------------------------------------- | -------------------- | ------------------------------ | ---------------- | ----------------- |
| 95  | 1  | 'Mamuśka ' Big Mama                                           | Erin O'Malley        | Berkley Johnson                | 5 stycznia 2016  | 28 marca 2016     |
| 96  | 2  | 'Co zrobić z Fredem? ' What About Fred                        | Eric Appel           | Matt Fusfeld, Alex Cuthbertson | 12 stycznia 2016 | 28 marca 2016     |
| 97  | 3  | 'Ławniczka' Jury Duty                                         | Trent O'Donnell      | Josh Malmuth, Nina Pedrad      | 19 stycznia 2016 | 4 kwietnia 2016   |
| 98  | 4  | 'Dziewczyna na nie ' No Girl                                  | Elizabeth Meriwether | Rob Rosell                     | 26 stycznia 2016 | 4 kwietnia 2016   |
| 99  | 5  | ' Bob i Carol i Nick i Schmidt ' Bob & Carol & Nick & Schmidt | Jake Johnson         | Rob Rosell                     | 2 lutego 2016    | 11 kwietnia 2016  |
| 100 | 6  | 'Reagan' Reagan                                               | Trent O'Donnell      | Kim Rosenstock                 | 9 lutego 2016    | 11 kwietnia 2016  |
| 101 | 7  | 'Peruka' Wish Granted                                         | Christine Gernon     | David Feeney                   | 16 lutego 2016   | 18 kwietnia 2016  |
| 102 | 8  | 'Decyzja' The Decision                                        | Trent O'Donnell      | Luvh Rakhe                     | 23 lutego 2016   | 18 kwietnia 2016  |
| 103 | 9  | ' Fala upałów ' Heat Wave                                     | Erin O'Malley        | Matt Fusfeld, Alex Cuthbertson | 1 marca 2016     | 25 kwietnia 2016  |
| 104 | 10 | 'Mrożące krew w żyłach zerwanie ' Goosebumps Walkaway         | Trent O'Donnell      | Berkley Johnson                | 8 marca 2016     | 25 kwietnia 2016  |
| 105 | 11 | 'Mieszkanie' The Apartment                                    | Christine Gernon     | Nina Pedrad                    | 15 marca 2016    | 2 maja 2016       |
| 106 | 12 | 'Wielki dzień' D-Day                                          | Michael Schultz      | Josh Malmuth                   | 22 marca 2016    | 2 maja 2016       |
| 107 | 13 | 'Znowu Sam' Sam, Again                                        | Steve Welch          | Ethan Sandler, Adrian Wenner   | 29 marca 2016    | 9 maja 2016       |
| 108 | 14 | ' 100 metrów' 300 Feet                                        | Trent O'Donnell      | Sophia Lear                    | 12 kwietnia 2016 | 9 maja 2016       |
| 109 | 15 | ' Alter ego' Jeff Day                                         | Jay Chandrasekhar    | Joe Wengert                    | 19 kwietnia 2016 | 16 maja 2016      |
| 110 | 16 | 'Kask' Helme                                                  | Josh Greenbaum       | Sarah Nevada Smith             | 26 kwietnia 2016 | 16 maja 2016      |
| 111 | 17 | 'Wycieczka' Road Trip                                         | Trent O'Donnell      | Noah Garfinkel                 | 26 kwietnia 2016 | 23 maja 2016      |
| 112 | 18 | ' Czas relaksu' A Chill Day In                                | Erin O'Malley        | Sarah Tapscott                 | 26 kwietnia 2016 | 23 maja 2016      |
| 113 | 19 | 'Suknia' Dress                                                | Trent O'Donnell      | David Feeney, Josh Malmuth     | 3 maja 2016      | 30 maja 2016      |
| 114 | 20 | 'Zwrot do nadawcy' Return to Sender                           | Russ Alsobrook       | Veronica McCarthy              | 3 maja 2016      | 30 maja 2016      |
| 115 | 21 | 'Wigilia wesela' Wedding Eve                                  | Trent O'Donnell      | Nina Pedrad, Kim Rosenstock    | 10 maja 2016     | 6 czerwca 2016    |
| 116 | 22 | 'Podwozie samolotu' Landing Gear                              | Erin O'Malley        | Luvh Rakhe                     | 10 maja 2016     | 6 czerwca 2016    |

## Sezon 6 (2016-2017)
13 kwietnia 2016 roku, Fox przedłużyła serial o szósty sezon.
| Nr  | #  | Tytuł                                                           | Reżyseria         | Scenariusz                     | Premiera             | Premiera w Polsce |
| --- | -- | --------------------------------------------------------------- | ----------------- | ------------------------------ | -------------------- | ----------------- |
| 117 | 1  | 'Poszukiwania domu' House Hunt                                  | Zooey Deschanel   | Luv Rakhe                      | 20 września 2016     | 4 marca 2017      |
| 118 | 2  | ' Kampania wyborcza' Hubbedy Bubby                              | Steve Welch       | Sarah Tapscott                 | 27 września 2016     | 4 marca 2017      |
| 119 | 3  | 'Samotni i samowystarczalni' Africa or Retractable S'mores Pole | Michael Schultz   | Kim Rosenstock, Joe Wengert    | 4 października 2016  | 11 marca 2017     |
| 120 | 4  | ' Zjazd absolwentów' Homecoming                                 | Trent O'Donnell   | Matt Fusfeld, Alex Cuthbertson | 11 października 2016 | 11 marca 2017     |
| 121 | 5  | 'Głosowanie' Jaipur Aviv                                        | Erin O'Malley     | Berkley Johnson                | 18 października 2016 | 18 marca 2017     |
| 122 | 6  | 'Gotowa' Ready                                                  | Trent O'Donnell   | Noah Garfinkel                 | 15 listopada 2016    | 18 marca 2017     |
| 123 | 7  | 'Ostatnie Święto Dziękczynienia' Last Thanksgiving              | Trent O'Donnell   | Joni Lefkowitz                 | 22 listopada 2016    | 25 marca 2017     |
| 124 | 8  | 'Awans' James Wonder                                            | Trent O'Donnell   | Ethan Sandler, Adrian Wenner   | 29 listopada 2016    | 25 marca 2017     |
| 125 | 9  | 'Jest dobrze' Es Good                                           | Trent O'Donnell   | Rob Rosell                     | 6 grudnia 2016       | 1 kwietnia 2017   |
| 126 | 10 | 'Boże Narodzenie za dwa dni' Christmas Eve Eve                  | Trent O'Donnell   | Sophia Lear                    | 13 grudnia 2016      | 1 kwietnia 2017   |
| 127 | 11 | ' Powrót Reagan ' Raisin's Back                                 | Dana Fox          | Eliot Glazer                   | 3 stycznia 2017      | 8 kwietnia 2017   |
| 128 | 12 | 'Biurowy boks' Cubicle                                          | Jay Chandrasekhar | Kim Rosenstock                 | 10 stycznia 2017     | 8 kwietnia 2017   |
| 129 | 13 | 'Cece i chłopaki' Cece's Boys                                   | Trent O'Donnell   | Joe Wengert                    | 17 stycznia 2017     | 22 kwietnia 2017  |
| 130 | 14 | 'Wspinaczka' The Hike                                           | Josh Greenbaum    | Sarah Tapscott                 | 24 stycznia 2017     | 22 kwietnia 2017  |
| 131 | 15 | 'Klej' Glue                                                     | Trent O'Donnell   | Marquita J. Robinson           | 7 lutego 2017        | 29 kwietnia 2017  |
| 132 | 16 | 'Operacja rudy ryś' Operation: Bobcat                           | Steve Welch       | Lamar Woods                    | 14 lutego 2017       | 29 kwietnia 2017  |
| 133 | 17 | ' Rumspringa                                                    | Josh Greenbaum    | Sophia Lear, Noah Garfinkel    | 21 lutego 2017       | 13 maja 2017      |
| 134 | 18 | 'Młody dorosły' Young Adult                                     | Jay Chandrasekhar | Jason Daugherity               | 28 lutego 2017       | 13 maja 2017      |
| 135 | 19 | 'Z Kalifornii do Meksyku' Socalyalcon VI                        | Trent O'Donnell   | Berkley Johnson                | 14 marca 2017        | 20 maja 2017      |
| 136 | 20 | 'Niedola' Misery                                                | Erin O'Malley     | Luvh Rakhe                     | 21 marca 2017        | 20 maja 2017      |
| 137 | 21 | ' San Diego' San Diego                                          | Trent O'Donnell   | David Feeney, Rob Rosell       | 28 marca 2017        | 27 maja 2017      |
| 138 | 22 | 'Pięć gwiazdek dla Beezus' Five Stars for Beezus                | Erin O'Malley     | Elizabeth Meriwether           | 4 kwietnia 2017      | 27 maja 2017      |

## Sezon 7 (2018)
| Nr  | # | Tytuł                         | Reżyseria         | Scenariusz                                    | Premiera         | Premiera w Polsce |
| --- | - | ----------------------------- | ----------------- | --------------------------------------------- | ---------------- | ----------------- |
| 139 | 1 | About Three Years Later       | Erin O'Malley     | Berkley Johnson                               | 10 kwietnia 2018 |                   |
| 140 | 2 | Tuesday Meeting               | Josh Greenbaum    | Sarah Tapscott                                | 17 kwietnia 2018 |                   |
| 141 | 3 | Lillypads                     | Trent O'Donnell   | J. J. Philbin                                 | 24 kwietnia 2018 |                   |
| 142 | 4 | Where the Road Goes           | Michael Schultz   | Noah Garfinkel                                | 1 maja 2018      |                   |
| 143 | 5 | Godparents                    | Lamorne Morris    | Lamar Woods                                   | 8 maja 2018      |                   |
| 144 | 6 | Mario                         | Jay Chandrasekhar | Joe Wengert                                   | 8 maja 2018      |                   |
| 145 | 7 | The Curse of the Pirate Bride | Josh Greenbaum    | Ann Kim                                       | 15 maja 2018     |                   |
| 146 | 8 | Engram Pattersky              | Erin O'Malley     | Dave Finkel, Brett Baer, Elizabeth Meriwether | 15 maja 2018     |                   |